# Centro de Información y Documentación Alberto Beltrán
El Centro de Información y Documentación (CID) "Alberto Beltrán" es un centro de documentación de la Dirección General de Culturas Populares, Indígenas y Urbanas (DGCPIU) de la Secretaría de Cultura del Gobierno de México. El CID resguarda un acervo referente a las artes y culturas populares de México, que son patrimonio cultural inmaterial.

## Historia
Los orígenes del CID se remontan a la década de 1970, época de creciente interés por el estudio de la cultura popular mexicana y sus expresiones artísticas. Ello implicó la necesidad de generar, recopilar y sistematizar información sobre el tema, tareas que el Estado asumió como propias.
En 1971, la Secretaría de Educación Pública (SEP) creó la Dirección General de Arte Popular (DGAP) con la misión, establecida por Alberto Beltrán, su primer director, de estudiar, investigar, resguardar y difundir información relativa al arte popular en todas sus formas de expresión (danza, música, indumentaria, arquitectura, costumbres, artesanía).
A partir de 1974, la DGAP comenzó a recopilar libros y revistas especializados en la materia, iniciando así el Archivo de las Tradiciones y el Arte Popular, colección que posteriormente constituiría al CID. Producto de su labor institucional, también se publicaron libros, artículos, fotografías, cintas grabadas y materiales de investigaciones de campo que se usaron posteriormente para elaborar un Calendario de fiestas populares. Este material no se sistematizó ni se ofreció en consulta al público hasta 1978, cuando la DGAP pasa a ser la Dirección General de Culturas Populares (DGCP), a cargo de Rodolfo Stavenhagen. Es entonces cuando se comienza a organizar oficialmente un Centro de Documentación, donde se reúnen los materiales generados y recopilados por el Departamento de Investigación de las Tradiciones de la DGAP.
En 1979, se le nombra como Centro de Información y Documentación y en 1980 queda formalmente considerado dentro del organigrama de la DGCP y se traslada el acervo al edificio de Añil 571, colonia Granjas México, Iztacalco, Ciudad de México, donde se encontraban las oficinas centrales de la dirección general. Desde allí, el CID resguardaba la información documental que recopilaba, hacía investigaciones que publicaba periódicamente y ofrecía servicios de consulta telefónica y por correo, ya que no contaba con una sala para usuarios.
En 1982, Guillermo Bonfil Batalla promovió la creación del Museo Nacional de Culturas Populares (MNCP), que se ubicó en Coyoacán, en el mismo espacio en que el acervo que posteriormente pasaría al CID comenzó a conformarse.
Los sismos de septiembre de 1985 dañaron el edificio de Añil, por lo que apresuradamente se movió el acervo al edificio de Av. Revolución 1877, colonia Tizapán San Ángel. En este proceso se perdieron algunos materiales. Tras unos meses de inactividad, el archivo fue nuevamente trasladado, a una casa en Plateros 139, colonia San José Insurgentes. Allí, en 1986, recibió el apoyo de la Dirección General de Bibliotecas, que proporcionó mobiliario adecuado para el acomodo y consulta de los documentos. Sin embargo, hasta finales de 1989 el CID permaneció en condiciones poco adecuadas para evitar el deterioro de los materiales que resguardaba. En 1986 Marina Anguiano, su primera coordinadora, había dejado el cargo y en ese contexto se perdió comunicación con las unidades regionales, que eran fuente de materiales documentales.
En diciembre de 1988 se crea el Consejo Nacional para la Cultura y las Artes (Conaculta), y varias áreas que pertenecían a la SEP pasaron a formar parte de éste. Ello significó cambios en la política cultural del Estado mexicano, y el hecho de que las áreas dedicadas al estudio y difusión de las culturas populares quedaran bajo el manto del nuevo organismo se ha interpretado como señal del franco reconocimiento de la naturaleza pluricultural del país.
En 1990 se decide trasladar el acervo nuevamente al edificio de Revolución, que también resultaba inadecuado para un centro de documentación que debía dar servicio al público. Finalmente, hacia 1993 se decide ubicar el acervo en el mismo sitio en que había nacido: en el grupo de edificios ubicados en Av. Hidalgo, colonia El Carmen, Coyoacán, ocupados por el MNCP y donde se acondicionó una parte del inmueble para el CID.
En 2005 el CID incorporó el nombre de Alberto Beltrán, en homenaje a su impulsor.
En 2015 el Conaculta se transformó en la Secretaría de Cultura y la DGCP incorporó en su nombre los adjetivos “indígenas y urbanas” (DGCPIU).

## Instalaciones
Tras diversos traslados del acervo, obligados por los daños a los inmuebles que ocasionaron los sismos de 1985, desde principios de la década de 1990, el CID comparte las instalaciones del MNCP en la Quinta Margarita, edificio catalogado como monumento histórico por el INAH ubicado en el centro de Coyoacán, uno de los barrios más tradicionales de la Ciudad de México.

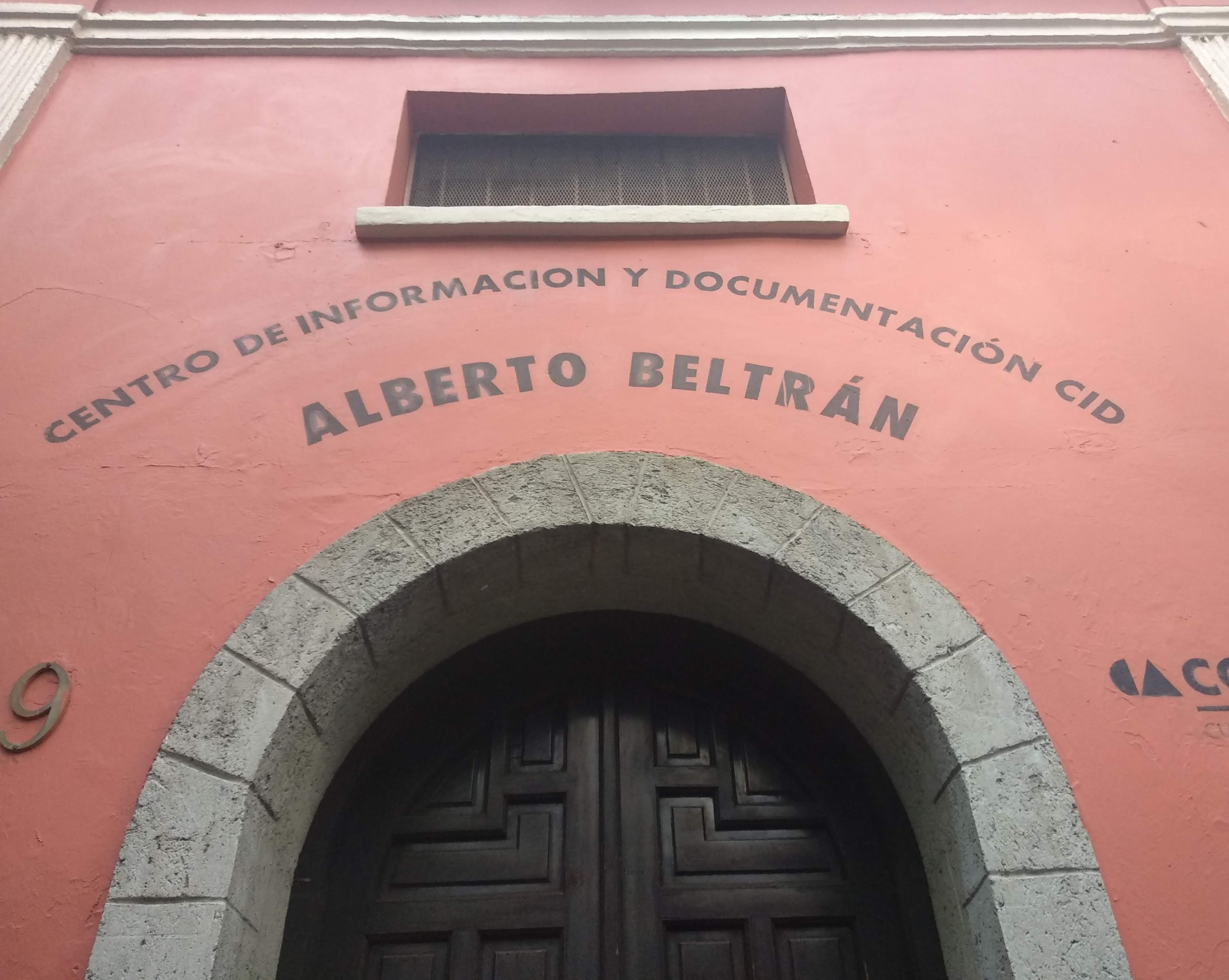
Fachada del CID "Alberto Beltrán"
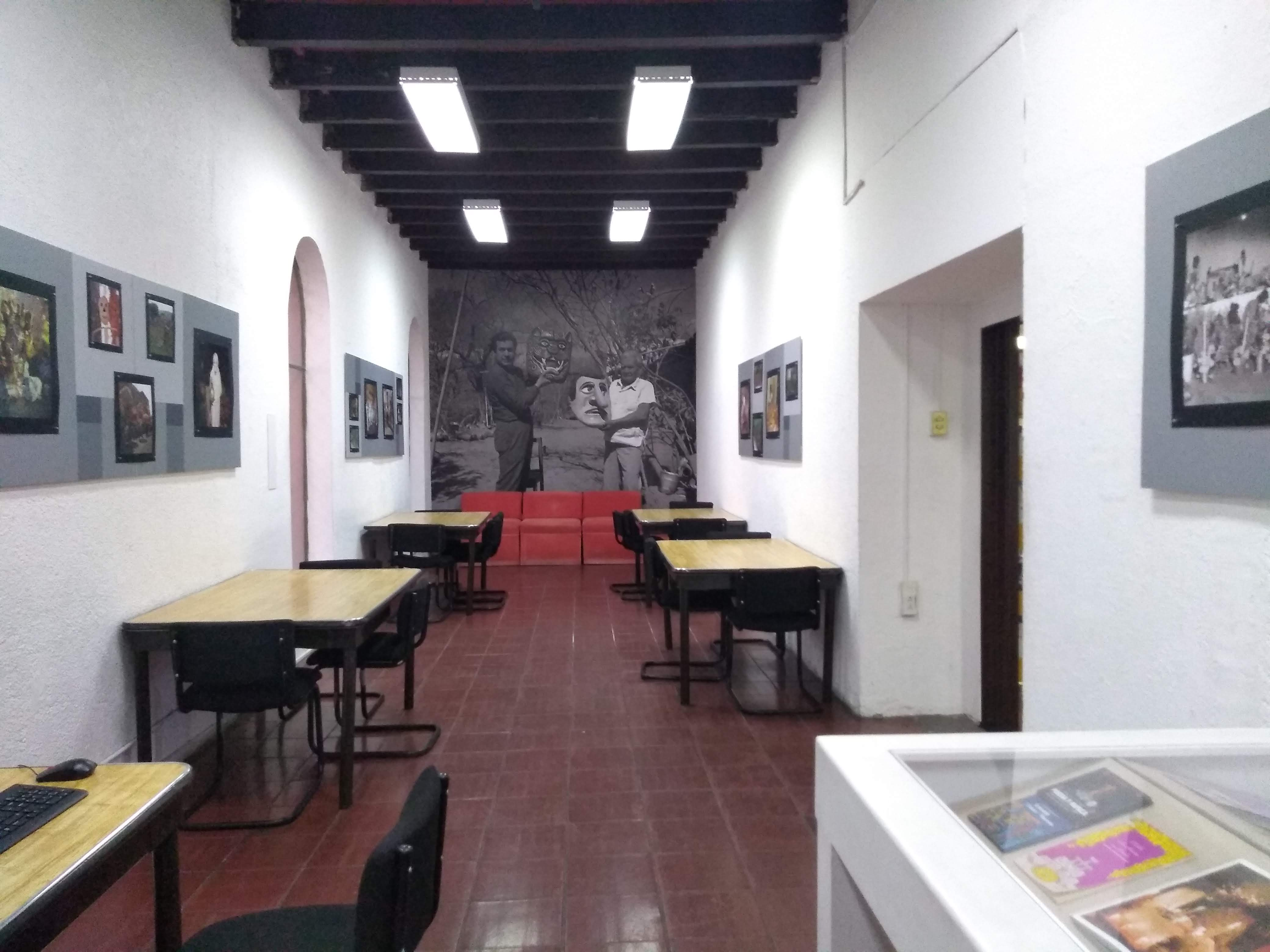
Sala de usuarias y usuarios del CID "Alberto Beltrán"
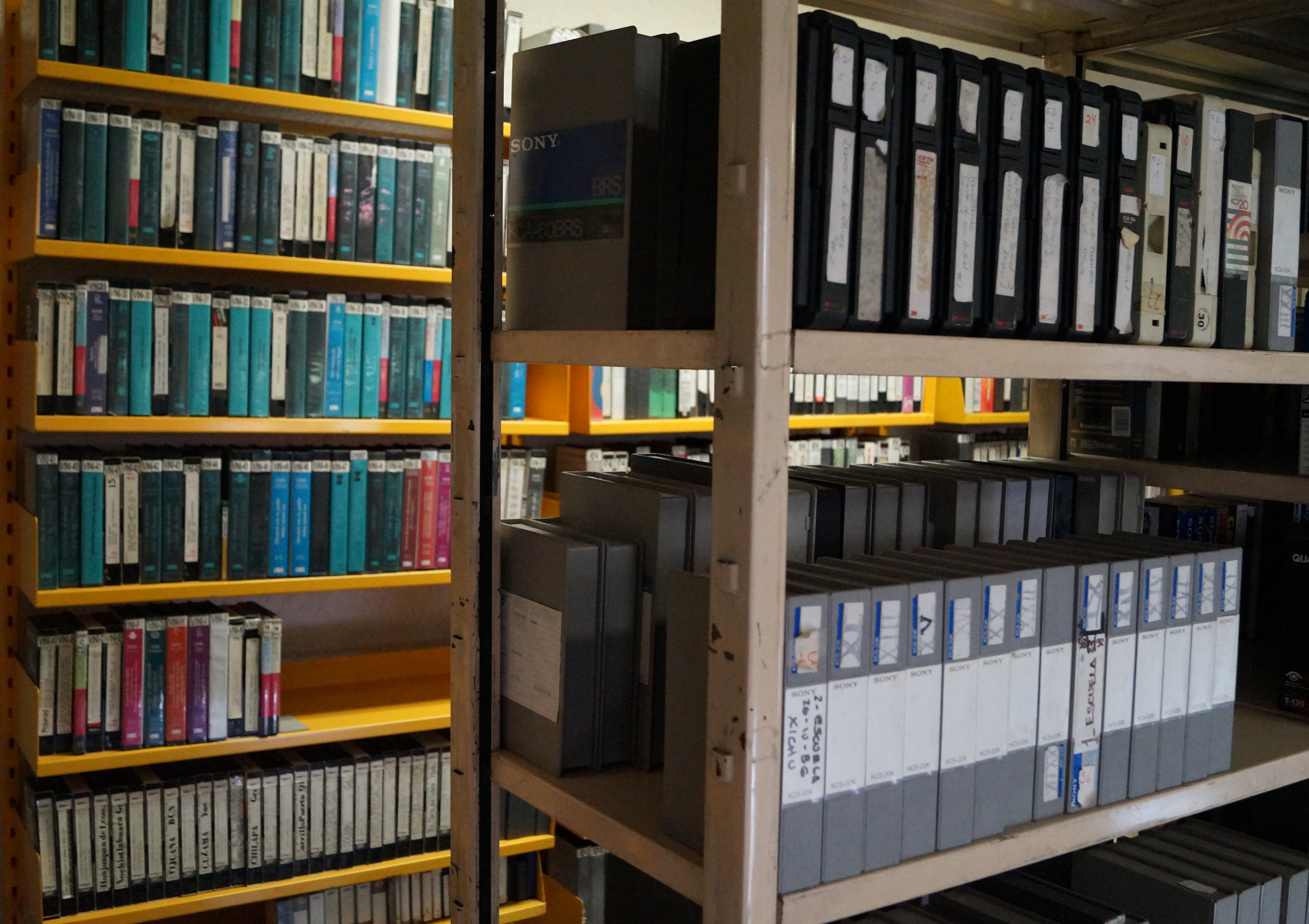
Videoteca del CID "Alberto Beltrán"
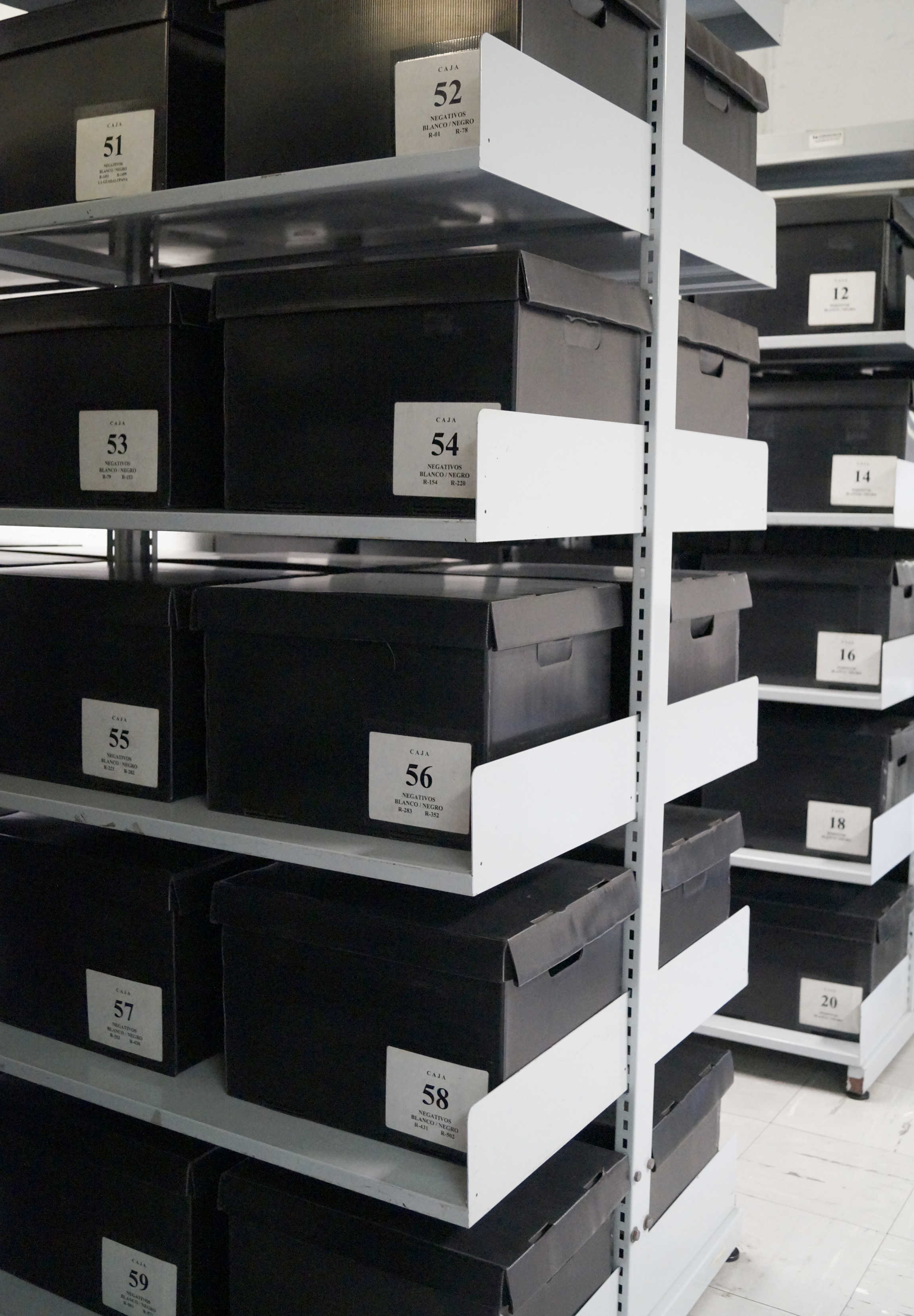
Fototeca del CID "Alberto Beltrán"
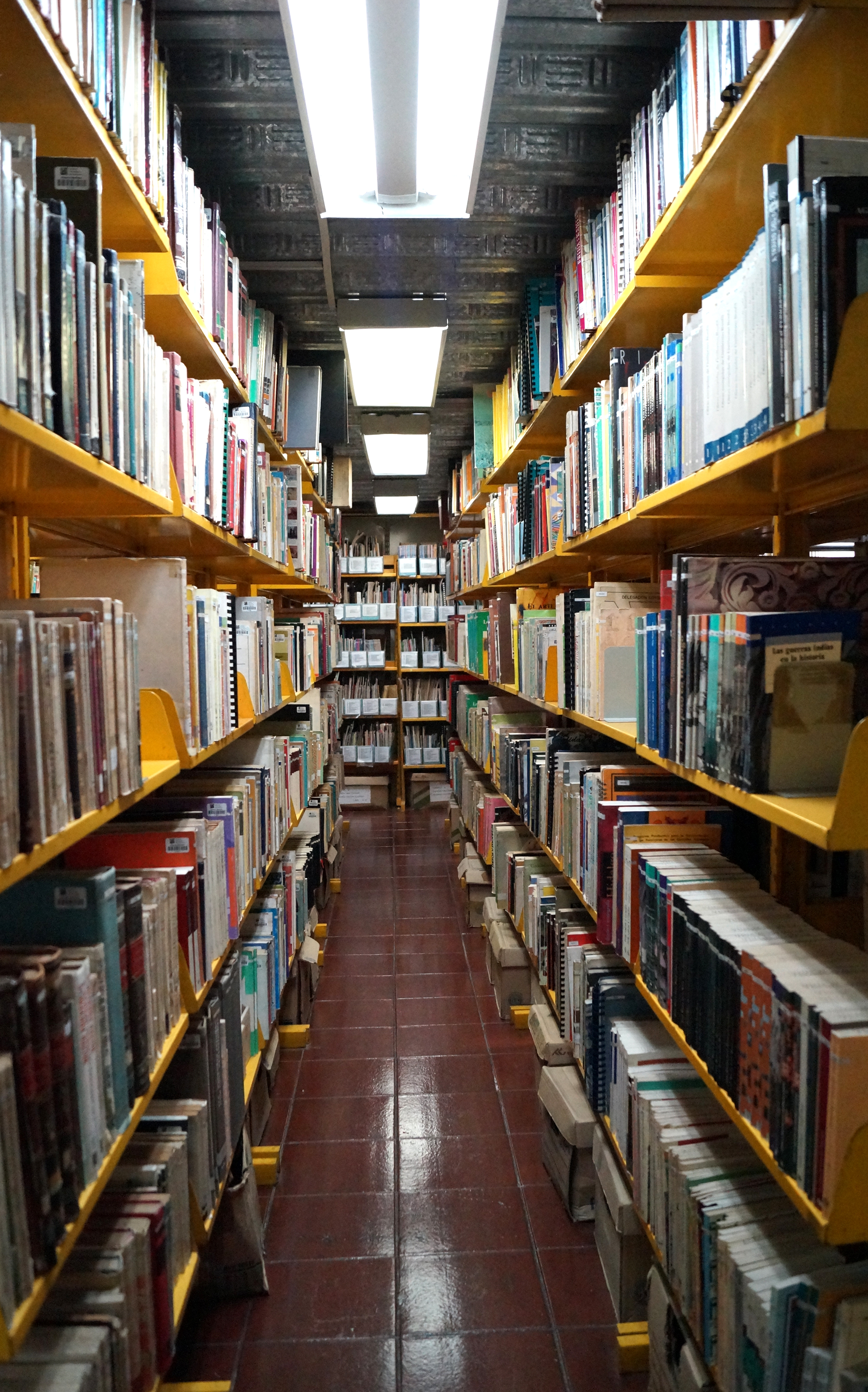
Biblioteca del CID "Alberto Beltrán"

## Estructura
El objetivo primordial del CID es recopilar, conservar, sistematizar y difundir los materiales documentales bajo su resguardo. Con estas labores, apoya las investigaciones sobre las culturas populares o tradicionales de México.

### Fondos y acervos
El CID resguarda más de 152,000 materiales en seis acervos: documental, bibliográfico, hemerográfico, fonográfico, fotográfico y videográfico. El acervo del CID se nutre de las publicaciones generadas por la propia institución y su área de adscripción y por donaciones.
Pese a las condiciones adversas en que operó el CID después de 1985, allí fueron trasladados los materiales del recientemente desaparecido Fondo Nacional para el Desarrollo de la Danza Popular Mexicana (FONADAN).  Se concentran en este fondo documentos de investigaciones realizadas entre 1972 y 1985 sobre las danzas, bailes y música tradicional mexicana. 
Otro fondo, todavía abierto, es el que recibe los materiales producidos con el apoyo del Programa de Acciones Culturales Multilingües y Comunitarias (PACMyC), que concentra libros, poemarios, crónicas, folletos, fotografías, videos y tableros de juegos, entre otros productos. 
Un tercer fondo resguardado en el CID es Guadalupana, conjunto de imágenes de santos, de objetos religiosos y del proceso de construcción de la nueva Basílica de Guadalupe en la Ciudad de México.  Resguarda libros, documentos, revistas y fotografías, todo relacionado con la Virgen de Guadalupe. Esta colección fue donada al Centro por una persona que a lo largo de su vida compraba todo lo relacionado con la misma.
Aunque su materia principal son los testimonios documentales sobre fiestas, rituales, tradiciones, leyendas, narraciones, poesía, cantos, música, danzas, artes, artesanías, vida cotidiana y cocina populares, el CID también custodia una pequeña parte de la obra gráfica de Alberto Beltrán.

#### Acervo documental
El acervo documental resguarda básicamente textos, ya sean mecanuscritos o fotocopias, referentes al quehacer de la institución. Su objetivo primordial es custodiar los materiales inéditos de la DGCPIU, tales como: proyectos, informes, ponencias, investigaciones o bien memorias, resúmenes y conclusiones de algunas reuniones de trabajo.
El acervo contaba en 2021 con aproximadamente 6,000 documentos sobre las siguientes temáticas:
- Acervo General
- Programa Nuestra Tercera Raíz

- Censos artesanales

- Diagnósticos socioculturales

- Concurso “Sábado D.F.”

- Monografías sobre el cultivo del maíz

- Monografías de estados, regiones y grupos étnicos

- Proyecto Plomo en la Cerámica

- Proyecto Medicina Tradicional

- Arte escénico popular
- Cultura del Caribe
- FONADAN

- Colección Guadalupana

Hay también carteles y mapas, algunos referentes a los eventos específicos del MNCP o a eventos realizados por la DGCPIU. 
Se cuenta con el manuscrito original del Recetario de Doña Dominga de Guzmán, texto que resume la riqueza de la gastronomía mexicana, escrito a lo largo del siglo XVIII y el cual recopila 358 recetas.

#### Acervo fotográfico
El origen de la fototeca se remonta a la extinta DGAP, en cuyo Departamento de Extensión Educativa se realizó la investigación para la creación de un Calendario de Fiestas Tradicionales, por el cual surgió la necesidad de recabar imágenes referentes a las fiestas tradicionales del país. Es así como se conformó e inició un archivo de fotografías, a cargo de Rafael Carrillo, que se fue incrementando con la aportación de las investigaciones de campo que realizaban los otros departamentos.
Es dentro de la especialización en el manejo de archivos fotográficos que el acervo ha centrado su trabajo con la finalidad de: recopilar, conservar y sistematizar imágenes visuales que reflejen la expresión y el quehacer cotidiano de las culturas populares en México; poner a disposición de personas dedicadas a la investigación, estudiantes y público en general, tanto para consulta como para reproducción, el material que resguarda (positivos, negativos, diapositivas, postales); proporcionar un catálogo actualizado y preciso de los materiales resguardados; y difundir y promover los documentos, muchos de ellos inéditos y únicos.
El acervo fotográfico del CID tiene importancia por el tipo de imágenes contenidas en él, pues se ha especializado en recoger expresiones de la cultura popular (fiestas, danzas, artesanías, vestimenta, alimentos, etcétera) tanto de grupos indígenas y afrodescendientes como de mestizos, expresiones urbanas y rurales.
A través de la implementación de medidas normalizadas de catalogación y clasificación, se busca conservar, clasificar y difundir el material, esfuerzo que se refleja en la alimentación de una base de datos que cataloga más de 100,000 registros de diferentes materiales gráficos. Para su conservación, se ubican físicamente en cajas, carpetas y materiales especialmente diseñados para ello.
Las funciones más importantes y permanentes que se realizan dentro de la fototeca son:
- Atención a usuarios
- Procesos técnicos del material de nuevo ingreso, y revisión y corrección a los ya existentes
- Procesos físicos del material en la aplicación de medidas preventivas para las colecciones
- Digitalización de imágenes, tanto para cubrir una solicitud de usuarios, como para la preservación y difusión por medios digitales

La Fototeca cuenta con imágenes captadas por profesionales de la fotografía como: Mariana Yampolsky, Christa Cowrie, Silvia Morales, Blanca Ponce, Rogelio Cuéllar, Alberto Beltrán, Jas Reuter, Rafael Carrillo, Pablo Méndez, Alejandro Guzmán, Jorge Torres, Ernesto Nieto, Guillermo Vargas, Pedro Luján Cilia.
Colecciones
- General (diapositivas 35 mm, diapositivas 6x6, positivos, negativos)
- FONADAN (diapositivas 35 mm, negativos, positivos)
- Construcción Popular (negativos, placas, diapositivas 35 mm)
- Archivo Fotográfico del Programa de Lenguas y Literaturas Indígenas (PLLI) (negativos, positivos, diapositivas 35 mm)
- Archivo de la Unidad de Desarrollo de la Recreación [Dirección General de Promoción Cultural] (diapositivas 35 mm)
- Guadalupana (negativos, placas, positivos)
- Archivo Fotográfico del MNCP (negativos, positivos, diapositivas 35 mm)
- Audiovisuales (35 títulos), colección conformada por audiovisuales (audiocassettes y diapositivas 35 mm)
- Archivo Fotográfico Ricardo Martínez (positivos b/n)
- Diapositivas Christa Cowrie (diapositivas 35 mm)
- Visita del EZLN al D.F. / Federico García Martínez (Federico GAMA) (positivos)
- Concurso Nacional de Fotografía (positivos análogos y digitales)

#### Acervo bibliográfico y de folletos
La biblioteca del CID reúne materiales relativos a las siguientes temáticas:
- Antropología social
- Archivos del Instituto de Estudios Políticos, Económicos y Sociales (IEPES)
- Arte mexicano
- Atlas (de plantas de la medicina tradicional mexicana, cultural de México)
- Benito Juárez: documentos, discursos y correspondencia
- Cancionero folklórico de México
- Cuadernos de La Casa Chata
- Cuadernos de ubicación regional de la población indígena
- Diccionarios (de lenguas originarias, literatura, fauna, mitologías, religiones, medicina tradicional, geográfico, arte, ciencias sociales)
- Enciclopedias
- Estudios económicos regionales
- Etnolingüística
- Guías y catálogos del AGN
- Historia de las religiones
- Historia de México
- Historia del arte
- Ignacio Manuel Altamirano
- Maestros y cultura nacional

En la colección de folletos que alberga el CID, las personas interesadas pueden encontrar, entre otros temas, información relevante sobre la música indígena y tradicional de México, así como sobre danzas indígenas y tradicionales de las diferentes regiones culturales del país o incluso publicaciones que dan cuenta de los primeros fenómenos migratorios del campo a la ciudad.
El acervo de folletos cuenta con diversas publicaciones hechas por los Promotores de culturas populares de las 22 unidades regionales distribuidas a lo largo y ancho del territorio nacional, que forman parte de la DGCPIU y que, por más de tres décadas, han registrado e investigado las diversas expresiones de México como país pluricultural. En este acervo, se pueden encontrar también publicaciones que datan de los años sesenta del siglo pasado, así como trabajos sobresalientes publicados por el Instituto Nacional de Antropología e Historia (INAH) y por la Universidad Autónoma Metropolitana (UAM) Iztapalapa en coordinación con la DGCPIU.
Muestra de lo anterior son las series de testimonios “Late Iztapalapa” donde se generaron distintos proyectos de revaloración de las culturas locales y de barrio con la participación de las comunidades involucradas.
Asimismo, entre los folletos se encuentran publicaciones que dan cuenta de las expresiones culturales urbanas: poesía, música y canciones, testimonios, historia o tradición oral y procesos de poblamiento y asentamientos humanos, particularmente en la Ciudad de México.
Los materiales referentes a “La Tercera Raíz. La presencia africana en México”, resultan de mucha actualidad y  le han permitido a las propias comunidades afromexicanas, a partir de sus propios esfuerzos, ser reconocidas constitucionalmente como parte fundante de México como país diverso.
Se puede encontrar también información acerca de las tecnologías y saberes tradicionales orientados a procesos de sustentabilidad en los cultivos de las comunidades indígenas, para quienes la milpa reviste una importancia histórica, alimenticia y de una muy fuerte raigambre cultural.

#### Acervo hemerográfico
La colección de  materiales hemerográficos del CID cuenta con distintos tipos de publicaciones periódicas: revistas, boletines, anuarios, anales, suplementos culturales, recortes de periódicos, folletos, trípticos, programas y carteleras.
Aunque no se cuenta con todos los números, entre las revistas más destacadas que se reúnen en este acervo están:
- América Indígena
- Antropológicas
- Artes de México
- Ce-Acatl
- Cultura Norte
- Cultura Sur
- Estudios de Cultura Náhuatl
- Estudios de las Culturas Contemporáneas
- México Indígena
- Ojarasca
- Boletín de Información del Centro Interamericano de Artesanías y Artes Populares
- Boletín de la Escuela de Ciencias Antropológicas de la Universidad de Yucatán
- Boletín de Temas Culturales
- Boletín del AGN
- Boletín del Departamento de las Tradiciones Populares
- Boletín INAH
- Boletín Informativo del Programa Nacional Solidaridad

Entre los anales y anuarios están:
- Anales de Antropología
- Anales del CIESAS
- Anales del IIE
- Anuario de Sociología de los Pueblos Ibéricos
- Anuario de la Sociedad Folklórica de México
- Anuario Indigenista

#### Acervo fonográfico
Esta es una de las colecciones más ricas del CID, atesora una parte importante de la memoria musical y oral de México: distintos géneros musicales y testimonios orales sobre tradiciones, leyendas y narraciones, así como entrevistas, conferencias y mesas redondas referentes a la danza, literatura, artesanías y teatro popular que se dan en las regiones culturales de país. En la Fonoteca, que resguarda tanto expresiones musicales populares como testimonios orales y programas radiofónicos, hay registros de etnomusicólogos como Thomas Stanford, Arturo Chamorro, Manuel Álvarez Boada, Max Jardow-Pedersen, Alejo Yescas, Mario Kuri Aldana y otros.
Las grabaciones de campo dan cuenta de ello además de la memoria histórica de los pueblos, que transmiten oralmente y en la práctica las tradiciones, costumbres que dan cohesión a la comunidad étnica, campesina y urbana y que han sido registrados en grabaciones en el lugar de origen, así como entrevistas realizadas a los portadores de esta cultura. Igualmente sucede con los géneros musicales que existen en todo el territorio nacional, las temáticas que se dan, los instrumentos con que se interpretan y los diferentes ritmos que existen, como bolero, calipso, canción chilena, corrido, danzón, jazz, entre otros, así como expresiones de carácter tradicional. Documentos irrepetibles e invaluables que resguardan tiempos y espacios diversos reflejando el trabajo de campo de muchos investigadores de las culturas populares.
Los documentos sonoros han sido digitalizados por la Fonoteca Nacional y están disponibles para su consulta pública.

## Servicios
El CID ofrece al público interesado servicios de consulta especializada y reprografía de materiales. Se puede consultar su catálogo en línea.

## Unidades regionales
Diez unidades regionales de la DGCPIU, en ocho entidades federativas, cuentan con centros de información y documentación:
- Baja California (Tijuana)
- Durango	(Ciudad Lerdo)
- Guerrero	(Chilpancingo)
- Morelos	(Cuernavaca)
- Oaxaca	(Huajuapan)
- Puebla    (Ciudad de Puebla)
- Sonora
- Veracruz	(Acayucan, Papantla y Xalapa)
- Yucatán	(Mérida)